# 빌스택스
빌스택스(BILL STAX, 본명: 신동열, 1980년 12월 18일 ~ )는 대한민국의 래퍼이다. 과거에는 바스코 (VASCO)라는 예명을 사용했지만, 2016년부터 예명을 빌스택스로 변경하였다.

## 학력
- 세종대학교 신문방송학과(학사)

## 바이오그래피

### 데뷔부터 솔로까지
빌스택스(신동열) 1980년 12월 18일 대한민국 서울특별시에서 태어난 바스코는 2000년 대학에 들어간 후 멤버들과 인연이 되어 PJ Peepz를 결성하게 되었다. 이들은 클럽 MP에서의 공연을 중심으로 활동했으며, 몇 가지 컴필레이션 앨범에도 모습을 드러냈다. 이들은 Master Plan이 레이블화되면서 정식 계약을 맺었으나, 팀은 오래 가지 못했고, 서로간의 의견 차이와 솔로 활동에 대한 욕심 등으로 해체가 되었다. 이를 계기로 2002년 7월 솔로로 독립 후 Vasco는 자신의 솔로 데뷔를 알리는 곡으로 Hey Hey라는 곡을 작업, Who's the Man in the Masterplan 앨범에 수록시켰다. 이에 더불어 주석 2집 참여에 이어 Defconn 1집에 참여를 하면서 그의 강하고 직설적인 스타일이 주목을 받기 시작하였다. 그런 거침없는 스타일은 그에게 "Nasty"라는 별명을 붙여주기도 하였다. 2004년에는 자신의 첫 앨범인 The Genesis를 발표하였다. 이 앨범에서는 JYP 엔터테인먼트와의 콜라보가 성사되어, 노을 및 임정희가 앨범에 참여하였다.
한편 2005년 2월에는 Schedule-1과 Fractal과 함께 Spit Fire 프로젝트를 결성, 여러 대형 공연과 파티에 출연하면서 인지도를 높였고, 2005년 11월 Spit Fire의 앨범이 발표 후 방송활동을 하기도 하였다. 이와 더불어, 2005년 여름에는 광복 60주년을 맞아 제작된 독립군가 다시 부르기 앨범에 선봉대가라는 곡으로 참여, 국가보훈처에서 공로상을 수상하기도 하였다.

### 지기 펠라즈 활동과 2집
이후로도 계속 활발한 공연 및 클럽 호스트, 피쳐링 활동을 펼쳐오던 Vasco는, 2007년에 들어서는 Jiggy Fellaz의 대표 래퍼라는 타이틀을 하나 더 떠맡게 되었다. 그해 3월에 발매된 Jiggy Fellaz의 컴필레이션에 수록된 그의 곡 Under the Ground는 자건과 함께 한 곡으로, 언더그라운드에서 대충 앨범을 작업하고 발표하는 이들에게 일침을 가하는 노래로 화제가 되었다. 여기에 이어 그의 2집 작업도 이어져서, 2007년 9월 2집을 발표하였다. 2집은 오버그라운드에 좀 더 초점을 맞춰, 7년 동안 고수하던 모자와 선글라스를 벗었고, 음악 스타일도 많이 누그러졌다는 평을 받았다.
2집 활동이 종료된 이후에도 Vasco는 Joe Brown과 함께 Unfuckable 믹스테입을 작업하였고, 2008년에 들어서도 Deegie와 더블 쇼케이스를 여는 등 활발한 활동을 하였으며, Jiggy Fellaz의 많은 후배 가수들의 곡 작업에 도움을 주었다. 이와 함께 Buda Sound에 새 둥지를 틀고, 대학원에 진학하여 학업에도 매진하였다. 그러던 중, 2008년 4월에는 한 게임 회사에 취직을 하면서 싸이에 더 이상 음악을 하기 힘들지도 모른다는 뉘앙스를 풍기는 글을 남겨 많은 팬들을 서운케 하였다. 하지만 2008년 10월 18일 홍대 클럽에서 퇴사파티 "Back to the Game:Vasco 때려쳐 파티"를 열어 다시 정식으로 힙합씬에 복귀했다. 2009년에는 Basick, Duckdap과 함께 Jiggy Boyz라는 그룹을 결성해 Jiggy Fellaz의 The Black Album 타이틀곡에 참여하기도 했다. 가장 최근 활동으로는 The Blue Album 프로듀싱 및 곡 참여가 있다. 특히 The Blue Album의 대표곡인 두 번째 느낌 에서는 Marco와 호흡을 맞추었다.

### Independent Records 론칭
2010년 12월, 그는 독자적인 레이블 Independent Records를 론칭하고 이를 14일 공식화하였다. 이에 Buda Sound와 결별한 것이 아닌가 하는 의혹이 일었으나, 이는 이후 기우인 것으로 밝혀졌다. 2011년 2월에는 곧 세 번째 앨범 Guerrilla Music을 발표할 것이며, 이 앨범이 Buda Sound가 아닌 Independent Records를 통해 나올 것임이 알려졌다. 한편, 그는 한국 콘서바토리에서 운영하는 음악 교육원 FnC 아카데미에서 랩/보컬 교수진에 합류하여 학생들을 가르치고 있다. 3월 말에 세 번째 앨범을 발표하였다. 앨범 활동 중 5월 유희열의 스케치북에 출연하여 가사를 까먹는 실수를 할 정도로 긴장을 하면서, 첫 공중파 출연에 감격하여 눈물 지은 사건은 여러모로 이슈가 되었다.
2011년 7월에는 10살 연하의 패션 모델 박환희와 결혼식을 올렸으며 이듬해 1월에 아들을 얻었다. 이후 12월, Jiggy Fellaz 내에서의 활동이 소홀했음을 인정하며 앞으로는 Independent Records 관련 업무에 치중하겠다는 글을 올려 더 이상 Jiggy Fellaz의 멤버가 아님을 분명히 하였다.
이후 그의 솔로 활동은 거의 없어, 2012년 상반기까지 그의 이름이 실린 싱글은 OCN 드라마 《히어로》 OST였던 A4 Murderer와 모바일 게임 탭소닉 수록곡인 Cold Steel 뿐이었다. 7월 말에는 오랜만에 싱글 Junior를 발표하였는데, 이 음반은 음원 정액제에 반대하는 캠페인 "스탑 덤핑 뮤직"의 일환으로 음원 정액제에 포함되지 않는 음원이었다. 2012년 12월에는 이혼하였음을 담담히 트위터를 통해 인정하여 팬들을 안타깝게 하였다. 이어 트위터를 통해 "중심이 흔들리면 다 무너지는 거야, 인디펜던트는 사실상 끝났어"라는 말로 Independent Records의 존립 자체도 불투명해졌다. 2013년 5월, 그는 네 번째 앨범 Guerilla Muzik vol.3: Exodos를 발표하였으며, vol.2가 아닌 vol.3를 발표하는 이유에 대해 "지금이 마지막을 이야기할 적절한 시기라 느꼈기 때문"이라고 설명하였다. 앨범 발매 후 인터뷰에서 그는 Independent Records가 해체되었음을 인정하였다.

### Independent Records 해체 후
해체 후의 그의 첫 공식적인 행보는 Independent Records에서 함께 하였던 프로듀서 Jay Kidman과 프로젝트 팀을 결성한 것이었다. 프로젝트 팀의 이름은 Molotov로, EP를 2013년 7월 500장 한정으로 발매하였다. 2014년 2월 6일에는 EP 앨범 Code Name:187을 발표하였다.

### 저스트 뮤직에 들어가다
2014년 3월 Swings는 자신의 페이스북을 통해 바스코가 저스트뮤직의 새 멤버임을 직접 밝혔다.

### 쇼미더머니 시즌 3에 나오다
2014년에 시작한 쇼미더머니 시즌 3에 나오게 된 바스코는 현재 산이&Swings 팀의에서 독보적인 존재로 출연하고 있다.
대표곡: Hey Hey, 드라마, 기도 2, Under the Ground, 덤벼라 세상아, HERO, 노장, Guerrilla's Way, Karma ,187

### 저스트 뮤직과 작별하다
2018년 6월 22일 저스트뮤직 공식 인스타그램 계정에 글이 올라오게 되고 빌스텍스는 저스트뮤직에서의 활동을 마무리하게 된다. 그는 올해 초 설립한 ATM seoul 레이블에 집중하기 위해서 독립을 결정하였다고 한다. 저스트뮤직과 빌스택스는 서로 행보를 응원하고 있으며(사실 스윙스는 공연에서 빌스택스를 언급하는 가사에서 손가락 욕을 하였다.), 앞으로 다른 위치에서 더 활발한 활동을 이어갈 예정이라고 한다.

## 디스코그래피

### 정규
- 1집 <The Genesis> (2004.7.13)
- 2집 <덤벼라 세상아> (2007.9.11)
- 3집 <Guerrilla Muzik Vol.1: Prologue> (2011.3.28)
- 4집 <Guerrilla Muzik Vol.3: Exodos> (2013.5.1)
- 5집 <DETOX> (2020)

### EP
- Code Name: 187 (2014.2.6)
- Code Name: 211 (2015)

### 믹스테잎
- MADMAX(2015.12.22)
- Buffet(2017.3.3)

### 싱글
- 'RH- 3rd 노장(老將)' (2011.6.10)
- 'Junior' (2012.7.31)
- 'How You Doing?' (2014.4.7)
- 'Whoa Ha!' (2015.9.11)
- 'iDozer' (2015.9.18)
- 'All 껌' (2015.11.17)
- 'anti' (2016.3.24)
- 'YEYE' (2016.8.20)
- '38 Flexing' (2017.2.24)

### 합작
- 2005년 11월 29일 Spit Fire - Ignition: 點火
- 2007년 12월 15일 Vasco & Joe Brown - Unfuckable 믹스테입
- 2010년 3월 2일 Vasco & Deepflow - Robbin' Hood 싱글
- 2013년 7월 22일 Molotov - Molotov Cocktail EP
- 2015년 4월 21일 로꼬 & 스컬 - Catch Music If You Can 싱글
- 2015년 5월 27일 일리닛 & 돕플라밍고 - IMMA 싱글
- 2015년 11월 27일 제라지다 - So Mack & Unconditional (쏘맥) 싱글
- 2016년 1월 15일 블랙넛 & 씨잼 & 천재노창 - Indigo Child 싱글
- 2017년 12월 25일 씨잼 & 스윙스 & 빌스택스 - GOAT 싱글

## 이름
- Vasco는 바스코 다 가마의 이름에서 따온 것이다. 초기에는 VaScO라고 표기하였으나 현재는 그냥 평범하게 표기한다.
- Shadow는 Vasco가 PJ Peepz에서 활동할 당시에 썼던 이름이다. 역시 ShAdOw라고 표기하였다. 현재는 쓰고 있지 않다.
- Kalikov는 Vasco가 2집 활동을 하면서부터 사용한 이름이다. 이 이름은 영화 로드 오브 워에서 AK-47이 죽인 사람의 수가 다른 어느 질병, 재해보다도 많다는 데서 감명을 받고 지었다고 한다.
- Bill Stax는 바스코라는 이름에서 변경하여 현재 가지고 활동하는 이름인데 '돈 무더기'라는 뜻을 가지고 있다.